# Perfecto Amézquita y Gutiérrez
Perfecto Amézquita y Gutiérrez CM (* 18. April 1835 in Ciudad Fernández, San Luis Potosí, Mexiko; † 27. Oktober 1900 in Heroica Puebla de Zaragoza, Puebla) war ein mexikanischer Ordensgeistlicher und römisch-katholischer Bischof von Tlaxcala.

## Leben
Perfecto Amézquita y Gutiérrez trat der Ordensgemeinschaft der Lazaristen bei und empfing am 29. April 1860 das Sakrament der Priesterweihe.
Am 10. Juni 1886 ernannte ihn Papst Leo XIII. zum Bischof von Tabasco. Der Bischof von León, Tomás Barón y Morales, spendete ihm am 5. September desselben Jahres die Bischofsweihe. Am 3. Dezember 1896 ernannte ihn Leo XIII. zum Bischof von Tlaxcala. Die Amtseinführung fand am 4. März 1897 statt.